# Miheil Meszhi (labdarúgó, 1961)
Miheil Meszhi, Mihail Meskhi, Mishiko Meskhi,   Mishiko Meskhi, Mikheil Meskhi ( grúzul: მიხეილ მესხი  ; Tbiliszi, 1961. október 30. – Tbiliszi, 2003. február 6.) grúz labdarúgó, szélsőként játszott.  Gyermekkorában színészként filmekben szerepelt. 
Apja, Mihail Salvovics Meszhi Európa-bajnok grúz labdarúgó, szovjet válogatott focista, a A Dinamo Tbiliszi korábbi játékosa volt. 

## Sportpályafutása
- 1982−1986	Dinamo Tbiliszi
- 1987	Szpartak Moszkva
- 1988	Dinamo Tbiliszi
- 1988−1989	Guria Lanchkhuti
- 1989	Dinamo Batumi
- 1996−1997	Dinamo Tbiliszi

## Filmes szerepei
- Nagymamák és unokák (1969)... (Zura)
- Gela (1971)... (Gela)
- Facsemeték (1972) ... (Kaha, Luka unokája)

## Forrás
- Miheil Meszhi (labdarúgó, 1961) az IMDb-n

## Fordítás
Ez a szócikk részben vagy egészben  a   Mikheil Meskhi (footballer, born 1961) című angol Wikipédia-szócikk fordításán alapul.  Az eredeti cikk szerkesztőit annak laptörténete sorolja fel. Ez a jelzés csupán a megfogalmazás eredetét és a szerzői jogokat jelzi, nem szolgál a cikkben szereplő információk forrásmegjelöléseként.